# Portret żony (obraz Stanisława Masłowskiego)
Portret żony – obraz – akwarela o wymiarach 25 × 33,5 cm, polskiego malarza Stanisława Masłowskiego (1853–1926) z 1897 roku, sygnowany ołówkiem: „ST.MASŁOWSKI”, znajdujący się (2022) w zbiorach rodziny artysty.

## Opis

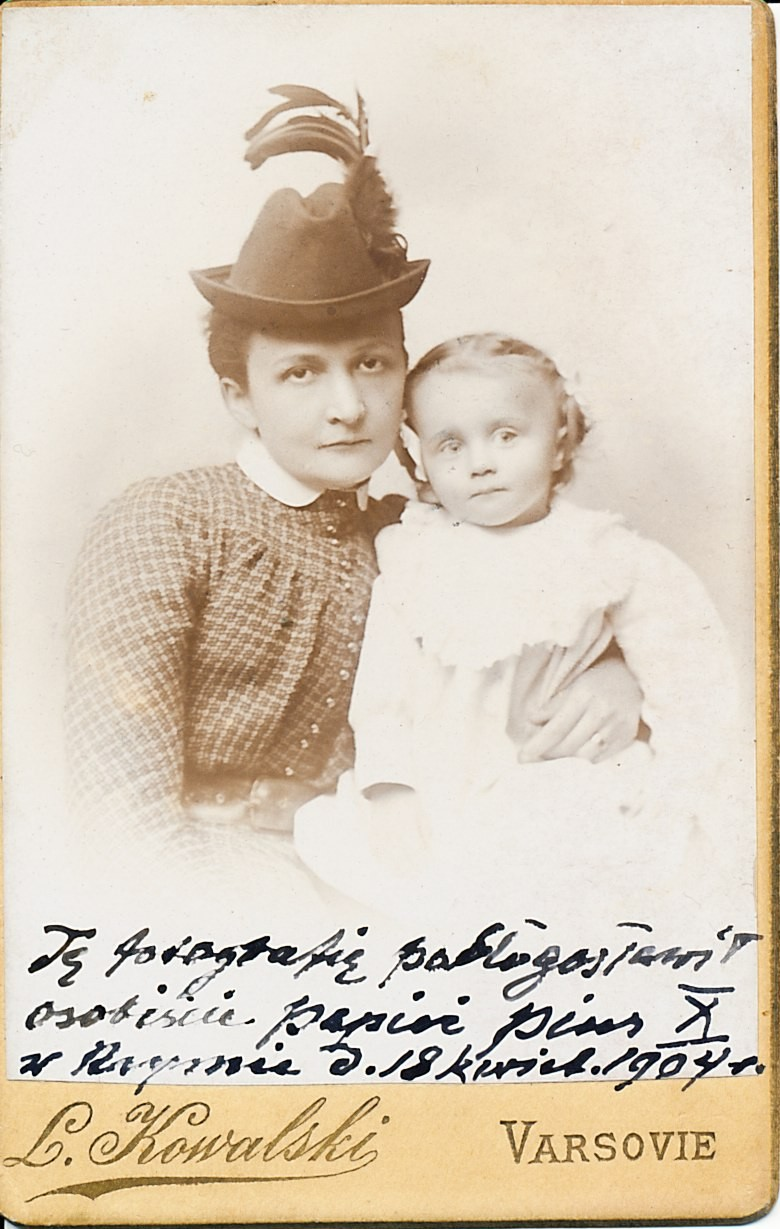
Zdjęcie portretowe żony artysty z 1904 roku (z trzyletnim synem na ręku)

Portret – akwarela o wymiarach 25 × 33,5 cm jest wizerunkiem żony malarza Anieli z Ponikowskich Masłowskiej (1864–1940)
Został on namalowany w 1897 – roku jej ślubu z artystą, jako wizerunek osoby 33-letniej. Jej figura powyżej pasa, widziana z boku, w bluzce z falbankami, w pozycji siedzącej, jest ukazana na ciemnym tle – zapewne oparcia krzesła, zaś górna część głowy z włosami upiętymi w kok – częściowo na tle jasno-białym. Formę portretowanej osoby tworzą swobodne, szkicowe pociągnięcia pędzla i subtelne ślady ołówka. U dołu, po prawej jest widoczna sygnatura ołówkiem: „ST.MASŁOWSKI”.
W ocenie podobieństwa osoby portretowanej może być pomocne porównanie niniejszego wizerunku z profilu z jej fotografią z 1904 roku w ujęciu en face (z trzyletnim wówczas synem na ręku) – zob. ilustrację po lewej. Porównanie utrudnia różnica sposobu ujęcia twarzy na obu wizerunkach. Pozostaje wątpliwość: Czy można przy pomocy niewielu – może kilkunastu pociągnięć pędzelkiem i równie nielicznych dotknięć ołówka, oddać charakter i podobieństwo portretowanej osoby?

## Dane uzupełniające
Niniejsza akwarela pochodzi z okresu dojrzałej – choć wciąż dynamicznie rozwijającej się twórczości czterdziestoczteroletniego wówczas artysty – utrwalającego sylwetkę swej trzydziestotrzyletniej niedawno poślubionej żony.
Portret powstał na przełomie XIX/XX stuleci – w okresie dojrzałej, choć wciąż nader dynamicznie rozwijającej się twórczości artysty. Był to okres „burzy i fermentu”, kiedy to jego obraz „Rynek w Kazimierzu” z 1899 roku został odznaczony medalem na Wystawie Światowej w Paryżu (1900). Był to zarazem okres przejścia przez impresjonizm i niebawem jego porzucenia – w poszukiwaniu własnej, odrębnej, indywidualnej formy.
Ukazana na portrecie żona artysty była osobą nietuzinkową. Chociaż nie zdobyła wyższego wykształcenia, które w jej epoce było rzadkie wśród kobiet – to jednak zdecydowanie wyróżniała się wyjątkowo wszechstronną erudycją.
W tym miejscu warto zapoznać się z uwagami syna artysty, historyka sztuki Macieja, opublikowanymi w pracy: „Stanisław Masłowski – Materiały do życiorysu i twórczości”: Ślub artysty z Anielą Ponikowską (1864–1940) miał miejsce w Warszawie 20 lutego 1897 roku. Żona wniosła mu w posagu piękny charakter i kulturę. Życie jej nie było łatwe. Wcześnie straciła rodziców. Oddana do rosyjskiego gimnazjum przeszła apuchtinowską szkołę zdobywając jako 16-letnia maturzystka 12 piątek na 'atiestatie' i – co bardziej cenne – ‘nagrodę za koleżeństwo’, którą tajemnie ofiarowała jej klasa w formie 'Marii' Malczewskiego z odpowiednim nadrukiem i zbiorową dedykacją.
Jej sylwetkę w dalszym ciągu scharakteryzował bardziej szczegółowo:
 

Zaraz po skończeniu szkoły zabrała się do pracy zarobkowej, przez pierwsze dwa lata jako nauczycielka na wsi, potem w Warszawie. Tutaj rozpoczyna studia muzyczne u Śliwińskiego (ojca) i A.Michałowskiego. W rezultacie osiąga wysoki poziom wykonawczy i możność utrzymania się z prywatnych lekcji. Zachowała się opinia Sygietyńskiego (nieskłonnego do przesady), gdzie stwierdza, że „p. Aniela z Ponikowskich Masłowska jest wyborną i doświadczoną nauczycielką gry fortepianowej”. Proponował jej w swoim czasie objęcie klasy przygotowawczej w konserwatorium. Obok muzyki interesuje się żywo literaturą i krytyką. Mało znałem kobiet jej epoki równie oczytanych i obytych zarówno w dziedzinie literatury polskiej, jak francuskiej, niemieckiej, skandynawskiej, rosyjskiej, specjalnie zaś francuskiej krytyki artystycznej. W jej podręcznej bibliotece, panieńskiej jeszcze, można było spotkać prace Goncourtów, Baudelaire’a, Sainte-Bouve’a, Hello, de Vogue, Wyzewy itp. Kierunek i gatunek tej lektury wiązał się niewątpliwie ze środowiskiem, w jakim się obracała. Środowisko to było bardzo różnorodne i ciekawe. Znała całą Polskę intelektualną swoich czasów poczynając od lewego skrzydła w osobie komunistki Marii Koszutskiej (tow. Wery) i „najstarszej” socjalistki Paszkowskiej (Gertrudki) kończąc na prawym. koncentrującym się w domu jej ciotecznego brata Jana Wiktora Popławskiego (Dmowski, J. K. Potocki, Antoni Potocki, Z. Wasilewski, Jabłonowski). Była w okresie paru lat uczestniczką zebrań u Niedźwiedzkich, gdzie do stałych gości należeli Dygasiński, Prus, Sienkiewicz, filozof Mahrburg, chemik Milicer, zwany Janem Złotoustym, matematyk Gosiewski, Ochorowicz. Przyjaźniła się z rodziną Jana Kleczyńskiego, gdzie zbierał się co miesiąc muzyczny świat Warszawy. W Krakowie u fizyka Augusta Witkowskiego, żonatego z jej kuzynką, spotykała młodopolską naukę i sztukę. Znała świetnie stare Zakopane z Tetmajerami, Żeleńskimi, Witkiewiczem, Chałubińskim, Sabałą. Bywała na zebraniach u Dicksteinów, Krausharów, Lewentalów, Brzezińskich, Grabowskich, które gromadziły warszawską elitę intelektualną. Z domu rodziców, od dziecka znała Eugeniusza i Józefa Pankiewiczów i Romana Statkowskiego. Komediopisarz Bliziński był jej wujem, Wacława Berenta uczyła polskiego jako młodego chłopca. Obok muzyki, lektury i życia towarzyskiego pochłaniała ją w młodości praca oświatowa wśród warszawskiego proletariatu. Patrzyła z bliska na koleje losu tylu wybitnych ludzi w Polsce, że nie można odżałować, iż nie utrwaliła swoich wspomnień.

Warto dodać, że wymienione w powyższej charakterystyce związki portretowanej osoby ze środowiskiem muzycznym pogłębiały i rozszerzały się dzięki jej pokrewieństwu z Eugenią Umińską poprzez matkę Anieli Krystynę z Chojnackich Ponikowską (1827–1869) i babkę Teresę z Umińskich Chojnacką (1796–1868).